# Xylopertha dunensis
Xylopertha dunensis är en skalbaggsart som beskrevs av Rai och Sankar Chatterjee 1964. Xylopertha dunensis ingår i släktet Xylopertha och familjen kapuschongbaggar. Inga underarter finns listade i Catalogue of Life.